# L'Hôpital-d'Orion
L'Hôpital-d'Orion  es una población y comuna francesa, en la región de Aquitania, departamento de Pirineos Atlánticos, en el distrito de Oloron-Sainte-Marie y cantón de Sauveterre-de-Béarn.

## Demografía
| 443 | 352 | 519 | 602 | 540 | 538 | 587 | 557 | 506 | 505 | 510 | 448 | 445 | 422 | 412 | 386 | 408 | 411 | 402 | 404 | 402 | 287 | 258 | 242 | 225 | 210 | 185 | 175 | 160 | 132 | 132 | 127 | 143 | 176 |
| Para los censos de 1962 a 1999 la población legal corresponde a la población sin duplicidades (Fuente: INSEE [Consultar]) |     |     |     |     |     |     |     |     |     |     |     |     |     |     |     |     |     |     |     |     |     |     |     |     |     |     |     |     |     |     |     |     |     |

## Economía
La principal actividad es la agrícola.